# Maria Bertolani
Maria Bertolani (Milano, 11 marzo 1896 – Salerno, 1º dicembre 1960) è stata una pittrice italiana.

## Biografia
Proviene da un'affermata famiglia di fotografi di origini emiliane che, alla fine dell'Ottocento,  si stabiliscono a Salerno dove fondano lo studio Fotografia Milanese, che diviene uno degli atelier fotografici più importanti della città. La storia dello studio Bertolani arriva fino agli anni Cinquanta del Novecento e vede la stessa Maria cimentarsi con particolari opere fotografiche o ritoccando a olio la fotografia del suo volto o del padre. Sono da attribuirsi a lei anche le fotografie delle opere di Clemente Tafuri presenti nel fondo della famiglia Bertolani acquisito dal Museo didattico della fotografia (Mudif).
I genitori erano Emilio e Teodolinda Bertolani ed ebbe un solo fratello, Arturo. Sposò Alfredo Correale, batteriologo, che seguì in vari viaggi in Europa. Trascorse un periodo della propria vita in Grecia, dove nacquero i primi tre figli. Rimase presto vedova e si stabilì a Vietri sul mare, in provincia di Salerno.
Fu una donna di notevole cultura e nutriva una particolare attrazione per l'archeologia, raccogliendo reperti che sistemava in casa, creando una sorta di museo, come racconta Emilio Festa in un articolo intitolato Una cultrice di arte antica e moderna (Maria Correale Bertolani). Caratterialmente viene descritta come una donna forte, passionale e intraprendente, non aliena al fascino della magia e delle sedute spiritiche, come si evince da alcuni soggetti delle sue opere.
Si avvicinò alla pittura per trovare consolazione in seguito alla prematura morte del marito. Fu allieva di Luigi Paolillo e si confrontava spesso con il quasi coetaneo Clemente Tafuri. Nelle sue opere si rifaceva sempre ad immagini dal vero.
A partire dal 1932 partecipa ad una serie di mostre con cadenza annuale e quasi sempre a Salerno: la Prima Mostra Femminile di Pittura (1932), in cui espone sette quadri; la II Mostra Salernitana d'Arte (1933) con quattro quadri, di cui uno, Torre di Maiori, fu acquistato dall'Amministrazione provinciale di Salerno; la Mostra della Tavoletta (1934) in cui espose quattordici opere; la II Mostra Femminile di Pittura a Salerno, la Mostra di Positano e la Mostra Annuale d'arte del Circolo Artistico (1935). Nel 1937 espone alla I Mostra del Sindacato Provinciale Fascista Belle Arti (1937) a Salerno.
Negli anni Quaranta fonda a Napoli con alcuni esponenti della famiglia Tafuri la Galleria d'arte "Il Parnaso".
Nell'agosto del 1958 partecipa all'Esposizione Nazionale Anti Biennale del sindacato di arte pura figurativa tenutasi a Roma nel Palazzo delle Esposizioni, sotto l'alto patronato del Presidente della Repubblica, ricevendo la Medaglia d'Oro. Nel catalogo dell'esposizione, in cui è definita "nota artista internazionale", sono citate le sei opere esposte.
L'Eco del popolo del 14 dicembre 1959 le dedica l'articolo Una pittrice esimia: Maria Bertolani, esprimendo tutta l'ammirazione che l'artista riscuoteva, ancor di più in seguito al premio ricevuto a Roma l'anno precedente. L'articolo si concentra sullo stile pittorico dell'artista, dedicato quasi esclusivamente a composizioni paesaggistiche quasi mai animate da figure umane, che quando comparivano, tendevano a dissolversi nel tutto e a non costituirne il centro propulsore come è di solito nella produzione classica o neo-classica. Da queste scelte il giornalista rintracciava il riflesso del sentire della mentalità orientale, che la Bertolani aveva avuto modo di apprezzare durante i suoi soggiorni in Grecia. 

## Opere[7]
- Il Bivacco nel deserto, olio su tela, cm 73x60. Collezione Maria Teresa Correale Pelosi, Salerno.
- Oasi del Terubus, olio su tela, cm 69x78. Collezione Giancarlo Correale, Salerno.
- Mareggiata sotto la Torre di Maiori, olio su tela, cm 65x53. Collezione Michelangelo Russo, Salerno.
- Da Villa Cimbrone, olio su tavola, cm 44x74. Collezione Giancarlo Correale, Salerno.
- La Torre di Villa Rufolo a Ravello, olio su tavola, cm 29x22. Collezione Gaetana Bertolani, Roma.
- Giardino con pergolato di glicini, olio su tela, cm 71x51. Collezione Maria Teresa Correale Pelosi, Salerno.
- Paranza, olio su tavola, cm 22x29. Collezione Gaetana Bertolani, Roma.
- Le rovine del teatro greco di Taormina, olio su tavola, cm 86x120. Collezione Giancarlo Correale, Salerno.
- Il mendicante, olio su tavola, cm 45x34,5. Collezione Maria Teresa Correale Pelosi, Salerno.
- Il padre Emilio, fotografia su tela ritoccata ad olio, cm 48x61. Collezione Maria Teresa Correale Pelosi, Salerno.
- Autoritratto, fotografia ritocatta ad olio, cm 24X18. Collezione Maria Teresa Correale Pelosi, Salerno.